# Ace Attorney (pel·lícula)
Ace Attorney (逆転裁判, Gyakuten Saiban, lit. "judici de canvi") és una pel·lícula de com+edia drfamàtica de drama legal japonesa del 2012, dirigida per Takashi Miike i basada en el videojoc de Capcom Phoenix Wright: Ace Attorney. La pel·lícula és protagonitzada per Hiroki Narimiya, Mirei Kiritani i Takumi Saitoh. A la pel·lícula, el novell advocat defensor Phoenix Wright assumeix una sèrie de casos judicials, que culminen amb un que l'enfronta a Manfred von Karma, un fiscal que s'ha mantingut invicte al llarg dels seus quaranta anys de carrera.
Es va estrenar al Festival Internacional de Cinema de Rotterdam l'1 de febrer de 2012 i es va estrenar als cinemes japonesos l'11 de febrer de 2012. L'estrena als Estats Units es va fer al Festival Internacional de Cinema de Hawaii l'abril de 2012. Miike ha va declarar que hi ha plans per a un llançament internacional amb doblatge i subtítols disponibles per a cada regió específica.

## Argument
L'any 2016 el sistema judicial japonès, sobrecarregat per l'enorme quantitat de delictes, introdueix un nou mètode per a dur a terme els judicis: el “sistema de processos abreujats”. Els judicis consisteixen en un enfrontament entre la fiscalia i la defensa, que compten amb un màxim de tres dies per a defensar la seva versió dels fets davant un jutge, que finalment dicta un veredicte de culpabilitat o innocència per a l'acusat.
La pel·lícula comença amb Misty Fey en una sessió d'espiritisme, invocant al fantasma de Gregory Edgeworth, qui assenyala que el seu assassí va ser Yanni Yogi. Aquesta primera escena mostra com el cas DL-6 serà el desencadenant dels processos que el protagonista resoldrà durant el film.
Més endavant, apareix Phoenix Wright defensant al seu amic de la infància, Larry Butz, durant un procés judicial. Mia Fey, la mentora de Phoenix, apareix en el judici i aconsegueix que declarin a Larry “no culpable”. En acabar el procés, Larry li dona a Mia un rellotge que sembla una escultura de El pensat i li diu que utilitzar-lo l'ajudarà a concentrar-se.
Mia recorre a l'estàtua perquè necessita ajuda i s'adona de l'existència d'una prova de vital importància. Corre a buscar-la a la sala d'emmagatzematge de proves i se l'emporta a casa. En arribar, crida a Phoenix i li demana que es reuneixi amb ella perquè ha trobat una nova prova d'un cas que porta molt temps investigant. Quan Phoenix va al despatx de Mia, la troba morta en el sòl amb el rellotge de El pensat al seu costat i veu a Maya Fey, germana de Mia, tendida en el sòl també. En aquest moment apareix l'inspector Dick Gumshoe i arresta a Maya per l'assassinat de Mia, ja que hi ha un testimoni i una nota en la qual Mia, abans de morir, havia escrit el nom de Maya amb sang.
En el judici de Maia, Phoenix exerceix com a advocat i Miles Edgeworth, un antic amic de la infància de Phoenix, com a fiscal. En el judici, Redd White, el testimoni del crim, assegura que Maia va assassinar a Mia però la seva història està plena d'incongruències. La primera pot apreciar-se quan Redd White esmenta el rellotge de El pensador i quan Phoenix li pregunta com sap que és un rellotge si té l'aparença d'una escultura, White declara que degué haver-lo vist abans en una botiga. Més tard, Redd White diu que va veure trencar-se un llum des de l'habitació de l'hotel en el qual s'allotjava. Davant aquesta afirmació, Phoenix s'adona que des de l'hotel no podia veure's el llum i acusa el testimoni de ser l'assassí. Després d'aquesta acusació surt a la llum que una setmana abans, White va entrar en el despatx de Mia i va posar un micròfon, raó per la qual va poder veure el llum. Després d'això, Phoenix, a punt de perdre la raó, presència una aparició de Mia i s'adona que el paper en el qual estava escrit el nom de Maya amb sang era la factura del llum, comprada un parell de dies abans. Aquesta és la prova definitiva que ajuda a Phoenix a guanyar el judici.
En el següent cas acusen a Edgeworth d'assassinat i Phoenix, que exerceix d'advocat defensor novament, ha d'enfrontar-se a Von Karma, un fiscal que no ha perdut cap cas en 40 anys. El judici comença amb la testimoni Lotta Hart, que aporta fotos del moment en el qual es va cometre el crim. Phoenix, interrogant-la, aconsegueix que la testimoni admeti que no va poder reconèixer les cares per la boira i arriba a la conclusió que la víctima, Robert Hammond, l'advocat defensor del cas DL-6, va poder haver-se suïcidat.
L'endemà, Von Karma crida a declarar a l'encarregat de la botiga de pots, subjecte que no té identitat i que inculpa a Edgeworth de l'assassinat. Quan el jutge, després del testimoniatge de l'encarregat, declara a Edgeworth culpable, Larry afirma que aquesta nit estava en el lloc del crim i surt a atestar. Gràcies a que assegura haver sentit el tret mitja hora abans de la suposada hora de l'assassinat, arriben a la conclusió que l'assassí real havia matat a l'advocat mitja hora abans i s'havia disfressat d'ell per a inculpar a Edgeworth.
Phoenix, per a demostrar que en realitat no havia estat Edgeworth, demana que surti de nou a atestar l'encarregat de la botiga de pots, exposant que ell és el veritable assassí. Quan ho troben, Phoenix aconsegueix que el testimoni admeti que és Yanni Yogi, l'acusat del de cas DL-6, interrogant al seu papagai. A més aconsegueix que Yanni admeti que va assassinar a l'advocat, però no al pare de Edgeworth.
En el següent cas, Phoenix tràfic de descobrir qui va matar realment a Gregory Edgeworth. En un primer moment, Miles admet que va ser ell qui va matar al seu pare cometent homicidi involuntari, però més endavant, Phoenix acusa el fiscal Von Karma d'haver matat al pare de Edgeworth i aconsegueix demostrar que va ser ell gràcies a una bala d'aquell dia que encara tenia allotjada en el cos.

## Repartiment
- Ryuichi Naruhodou (成歩堂 龍 Naruhodō Ryūichi) (Phoenix Wright) - Hiroki Narimiya (成宮 寛貴 Narimiya Hiroki)
- Reiji Mitsurugi (御剣怜侍 Mitsurugi Reiji) (Miles Edgeworth) - Takumi Saito (斎藤工 Saitō Takumi)
- Mayoi Ayasato (綾里 真宵 Ayasato Mayoi) (Maya Fey) - Mirei Kiritani (桐谷美玲 Kiritani Mirei)
- Masashi Yahari (矢張 政志 Yahari Masashi) (Larry Butz) - Akihiro Nakao
- Keisuke Itonokogiri (大東 俊介 Keisuke Itonokogiri) (Dick Gumshoe) - Daitō Shunsuke)
- Saibancho (裁判長) (Juez) - Akira Emoto
- Chihiro Ayasato (綾里千尋 Ayasato Chihiro) (Mia Fey) - Rei Dan (檀れい Dan Rei)
- Natsumi Oosawagi (大沢木ナツミ Oosawagi Natsumi) (Lotta Hart) - Mitsuki Tanimura
- Shin Mitsurugi (御剣信 Mitsurugi Shin) (Gregory Edgeworth) - Takehiro Hira
- Yukio Namakura (生倉雪夫 Namakura Yukio) (Robert Hammond) - Eisuke Sasai
- Masaru Konaka (小中大 Konaka Masaru) (Redd White) - Makoto Ayukawa
- Maiko Ayasato (綾里舞子 Ayasato Maiko) (Misty Fey) - Kimiko Yo
- Gou Karuma (狩魔豪 Karuma Gou) (Manfred von Karma) - Ryo Ishibashi
- Koutarou Haine (灰根 高太郎 Koutarou Haine) (Yanni Yogi) - Fumio Kohinata
- Sakura Himegami (姫神サクラ Himegami Sakura) (Dee Vasquez) - ?
- Takefumi Auchi (亜内武文 Auchi Takefumi) (Winston Payne) - Seminosuke Murasugi
- Mayoi Ayasato niña (綾里 真宵 Ayasato Mayoi) (Maya Fey nena) - ?
- Chihiro Ayasato niña (綾里千尋 Ayasato Chihiro) (Mia Fey nena) - ?
- Taiho-kun (タイホくん) (El teixò blau) - ?
- Sayuri (サユリ) (Polly) -?

## Banda sonora
La música d'Ace Attorney va ser composta per Kôji Endô, conegut per compondre la banda sonora per a altres pel·lícules de Takashi Miike. Per a aquesta pel·lícula, Endō va decidir utilitzar diversos temes de Masakazu Sugimori del videojoc original. Els va modificar creant un conjunt de corda, oboè, clarinet, trompa, trompeta i un cor vocal. La banda sonora es va comercialitzar més tard en format CD per a coincidir amb la pel·lícula. El tema central del largometraje, "2012Spark", fue creado por el grupo de rock japonés Graffitti Porno.
| 1.            | «Phoenix Wright: Ace Attorney – Court Begins (Cinema Ver.)»  | 0:44  |
| 2.            | «Phoenix Wright ~ Objection! 2001 (Cinema Ver.)»             | 3:34  |
| 3.            | «Cross-Examination ~ Allegro 2001 (Cinema Ver.)»             | 3:22  |
| 4.            | «Negligence»                                                 | 2:03  |
| 5.            | «Attachment Order»                                           | 1:08  |
| 6.            | «Breaking Into a Residence»                                  | 1:18  |
| 7.            | «Imprisonment with Work»                                     | 1:11  |
| 8.            | «Aggravated Escape»                                          | 0:55  |
| 9.            | «Suspension of Execution of the Sentence»                    | 1:19  |
| 10.           | «Necessary Measure»                                          | 1:16  |
| 11.           | «Evidence»                                                   | 1:32  |
| 12.           | «Testify Associate Judge»                                    | 1:27  |
| 13.           | «Upper Instance Court»                                       | 1:10  |
| 14.           | «Kidnapping»                                                 | 1:23  |
| 15.           | «Attempts»                                                   | 0:46  |
| 16.           | «Youth»                                                      | 1:46  |
| 17.           | «General Period for Payment»                                 | 1:14  |
| 18.           | «Investigation ~ Core 2001 (Cinema Ver.)»                    | 1:58  |
| 19.           | «Maya Fey ~ Turnabout Sisters' Theme 2001 (Diva Ver.)»       | 1:26  |
| 20.           | «Pursuit ~ Cornered (Cinema Ver.)»                           | 5:32  |
| 21.           | «Fine»                                                       | 2:18  |
| 22.           | «Article 30»                                                 | 2:14  |
| 23.           | «Neighboring Right»                                          | 2:24  |
| 24.           | «Acceptance of Stolen Property»                              | 1:39  |
| 25.           | «Robbery»                                                    | 0:50  |
| 26.           | «Insults»                                                    | 1:17  |
| 27.           | «Gambling»                                                   | 1:20  |
| 28.           | «Arson of Inhabited Buildings»                               | 1:40  |
| 29.           | «Theft»                                                      | 1:54  |
| 30.           | «Obstruction to Flood Prevention»                            | 0:46  |
| 31.           | «Unjust Enrichment»                                          | 1:43  |
| 32.           | «Fanfare»                                                    | 1:11  |
| 33.           | «BWV 245 (Bach)»                                             | 2:38  |
| 34.           | «The Steel Samurai: Warrior of Neo Olde Tokyo (Cinema Ver.)» | 1:22  |
| 35.           | «Maya Fey ~ Turnabout Sisters' Theme 2001 (Choir Ver.)»      | 2:35  |
| Durada total: | Durada total:                                                | 60:55 |

## Estrena
La pel·lícula es va estrenar mundialment al Festival Internacional de Cinema de Rotterdam el 27 de gener de 2012 amb estrena als cinemes japonesos l'11 de febrer de 2012. La pel·lícula es va estrenar als Estats Units al Festival Internacional de Cinema de Hawaii l'abril de 2012. La pel·lícula es va estrenar en DVD i Blu-ray el 22 d'agost de 2012 al Japó, i el 17 d'abril de 2013 a Austràlia. A Alemanya, la pel·lícula va ser estrenada per Koch Media en DVD i Blu-ray el 14 de juny de 2013.

## Recepció
La pel·lícula va guanyar més de 1.547.000 dòlars el cap de setmana d'estrena a la taquilla japonesa, on va ingressar 540 milions de iens japonesos (6,77 milions de dòlars) durant el seu recorregut cinematogràfic.
La pel·lícula va rebre ressenyes generalment favorables per part de la crítica. Richard Eisenbeis de Kotaku va elogiar la pel·lícula, qualificant-la de "la millor pel·lícula de videojocs mai feta", que uambé es va fer ressò pel seu escriptor de Kotaku Matt Hawkins. Paul Verhoeven d'IGN la va puntuar amb vuit de deu, anomenant-la una gran "adaptació perfecta del joc." Ard Vijn de Screen Anarchy va dir que "l'encantava i també la majoria del públic" al Festival Internacional de Cinema de Rotterdam. Megan Lehmann de The Hollywood Reporter la va anomenar un "drama legal molt divertit". Travis Hopson d'AXS la va descriure com "l'exemple perfecte d'una adaptació feta correctament, capturant les històries frenètiques i confuses mentre es manté prou fresca i atractiva per als nouvinguts" i aconseguint "un cert nivell de grandesa". Nintendo Life l’anomena "la millor pel·lícula de videojocs que hi ha." Matthew Razak de Destructoid la va descriure com una bona pel·lícula "que no només agafa el costat del jugador, sinó que es converteix en una cosa en i per si mateix, quelcom que poques vegades fan les pel·lícules de jocs." Brandon Harris d’Indie Wire la va considerar elegant, "estranya, estranyament satisfactòria adaptació de videojocs i sàtira legal d'un altre món."
Jay Weissberg de Variety es va referir a la pel·lícula com una "producció avorrida" que va ser "criminalment llarga i, generalment, mancada de la hipèrbole visual juganera [de Miike]". Wilma Jandoc de Honolulu Star Advertiser es va queixar que la pel·lícula no podia traduir fàcilment els aspectes més ximples del joc a la pel·lícula, però va afirmar que un espectador no estar al corrent de la sèrie de videojocs es podria entretenir si es centraven en el costat més de misteri/crim de la pel·lícula i ignoraven les parts més ximples.